# Ichamati (districte de Pabna)
Ichamati és un riu del districte de Pabna a Bangladesh, branca del Padma o Ganges del que surt a uns 10 km al sud-est de Pabna (a la vila de Dogachi) i s'uneix al Harasagar poc després de la unió d'aquest riu amb el Baral. És un riu ample i important durant les pluges però la resta de l'any, uns vuit mesos, baixa quasi sec. El seu curs és de 52 km.